# Star 25
Star 25 — среднетоннажный грузовой автомобиль производства завода грузовых автомобилей «Star» в городе Стараховице (ПНР).

## История
Первый прототип автомобиля Star 25 был представлен в 1956 году. Автомобиль оборудован двухместной кабиной типа K26 и оснащён двигателем внутреннего сгорания Star 472. Кабина выпущена совместным предприятием между SHL и Kielc. Также автомобиль может быть оборудован кабиной собственного производства N23.
Также были произведены тягач Star C25, самосвал Star W25 и модель повышенной грузоподъёмности Star 25L. Пожарный автомобиль получил индекс Star A25P.
Для эксплуатации в Африке в 1961 году был произведён автомобиль Star 25 Tropic с двигателем Star S473.
В 1964 году автомобиль Star 25 был модернизирован и получил индекс Star 25M1. Автомобиль оснащался бензиновым двигателем внутреннего сгорания Star S474.
На шасси автомобилей Star 25 производились мусоровозы SM-2 Bajadera, SM-4 и PS-5, гидроманипуляторы C-3, бетоносмесители MSH-2 и обычные грузовые автомобили с кузовом N-94. Пожарные автомобили получили индексы N751 (M800E) и N761 (A1600).
Также существовали автобусы San H25A и San H25b, выпускаемые с 1961 по 1967 год.
Производство автомобиля Star 25 завершилось в 1971 году.

## Галерея

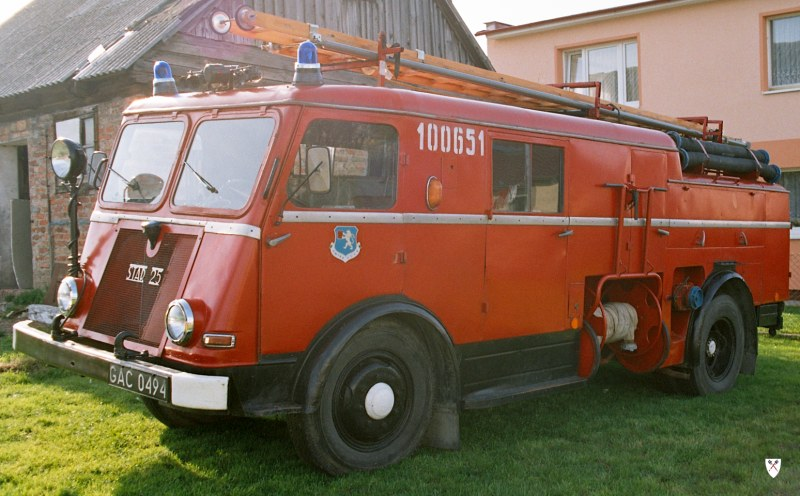
Пожарный автомобиль Star A25P с кабиной N23
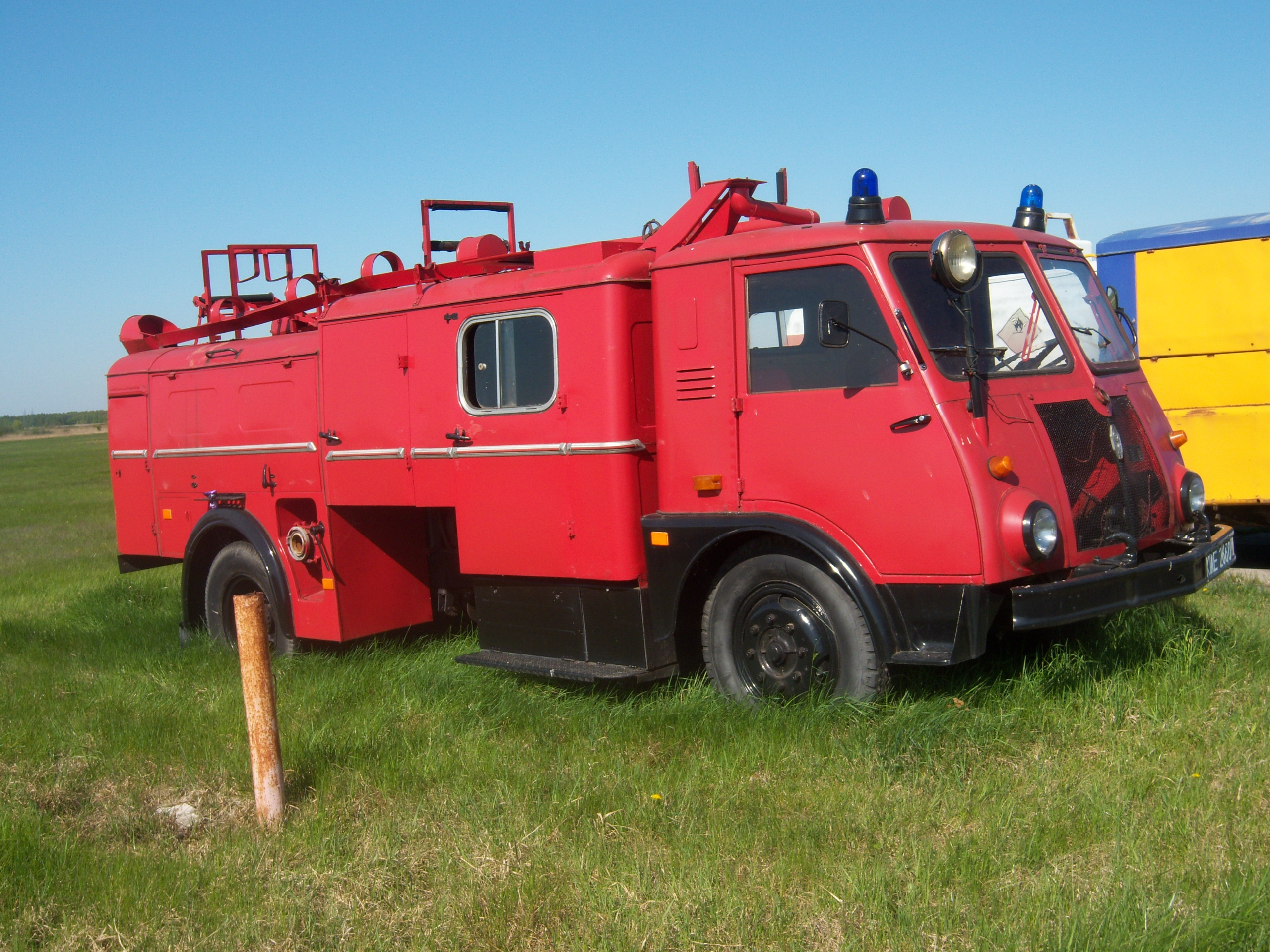
Пожарный автомобиль на шасси Star 25
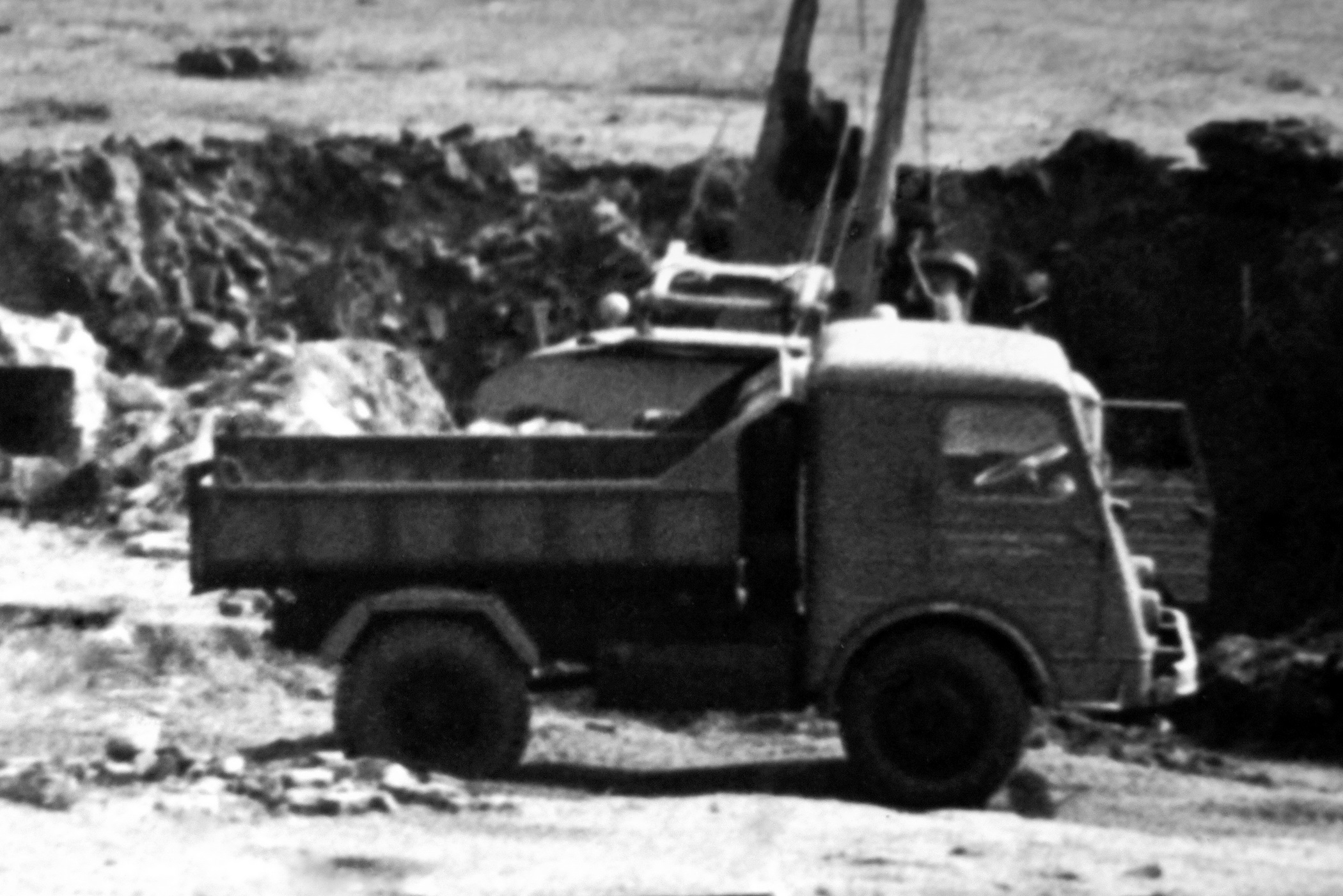
Самосвал Star W25